# Cyclosa curiraba
Cyclosa curiraba Levi, 1999 è un ragno appartenente alla famiglia Araneidae.

## Etimologia
Il nome proprio della specie deriva dal Río Curiraba, fiume boliviano ai piedi del Monte Caymans, nei pressi del quale è la Estaciòn Biologica Beni, luogo di ritrovamento

## Caratteristiche
L'olotipo femminile ha dimensioni: cefalotorace lungo 1,7 mm, largo 1,3 mm; opistosoma lungo 3,7 mm.

## Distribuzione
La specie è stata reperita in Bolivia: 27 km a sud di Yncomo e a 5 km a nordest di El Porvenir nei pressi della Estaciòn Biologica Beni; entrambe le località di rinvenimento sono nel dipartimento di Beni.

## Tassonomia
Al 2013 non sono note sottospecie e dal 1999 non sono stati esaminati nuovi esemplari.